# Eudorina
Genre
Eudorina est un genre d'algues vertes de la famille des Volvocaceae.
Les Eudorina sont des colonies ovoïdes, ellipsoïdales ou cylindriques contenant 16 ou 32 cellules disposées radialement à la périphérie d'une matrice gélatineuse de forme sphérique. La matrice forme ou non une enveloppe (selon les espèces).
Les cellules ovoïdes ou sphériques, chacune munie de 2 flagelles égaux, possèdent un stigma (tache pigmentée correspondant à un œil primitif), 2 vacuoles contractiles à la base d'un flagelle et un chloroplaste massif muni d'un ou plusieurs pyrénoïdes.
Il n'y a pas de différence entre les cellules somatiques et les cellules reproductives sauf chez l'espèce E. illinoisensis. La reproduction asexuée donne des colonies filles qui se forment à partir de divisions de chacune des cellules de la colonie mère. La reproduction sexuée anisogame permet la formation de spermatozoïdes groupés se formant par divisions successives des cellules ou la production de gamètes femelles sans division cellulaire. Après fécondation, les zygotes donnent naissance à une ou deux cellules filles biflagellées.

## Source
AlgaeBase (1er avril 2018)

## Liste d'espèces
Selon ITIS (1er avril 2018) :
- Eudorina californica (Shaw) Goldstein
- Eudorina charkowiensis
- Eudorina elegans Ehrenberg, 1832
- Eudorina unicocca G. M. Smith

## Genre proche
Le genre Volvox forme aussi des colonies mobiles grâce à des flagelles.